# He 280 (航空機)
He280
He280 V2
- 用途：戦闘機
- 分類：戦闘機
- 製造者：ハインケル社
- 運用者

  -  ドイツ空軍
- 初飛行：

  - 1941年4月2日
- 生産数：24機
- 運用状況：退役
- 派生型：He280B-1

ハインケルHe280は、第二次世界大戦時にドイツのハインケル社が開発したジェット戦闘機。

## 概要

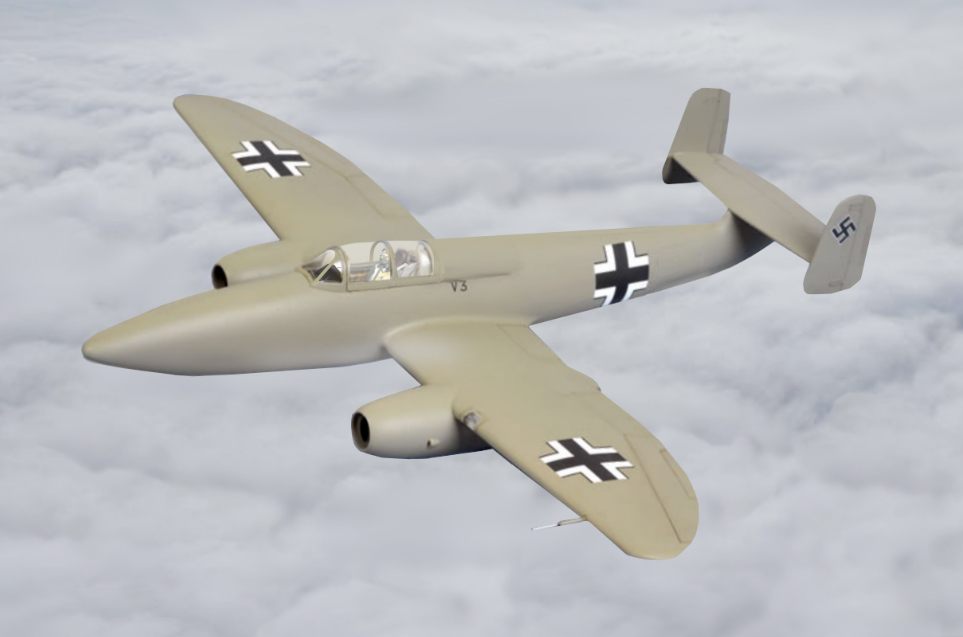
He280の飛行イメージ図

He178によるジェット機の世界初飛行を成功させたハインケル社は、世界初の実用ジェット戦闘機を目指したHe 280の開発に取り掛かった。

He280はMe262と同じく、二基の遠心式ジェットエンジン「HeS 8」を主翼下面に懸吊する方式を採用しており、これは機体性能の低下と引き換えに整備性が向上するという点において、黎明期のジェット機に適する設計であった。
1941年4月2日、He280V1はジェット推進による初飛行に成功する。P1065(Me262)がピストンエンジンで進空する二週間前の出来事であった。

しかしながら、航空省は新技術であるジェット戦闘機に冷淡な反応を示した。当時のドイツは英国から手を引いてソ連に斬りかかろうとしており、航空省は革新的技術なれど実際に役立つかどうか判然としないジェット機の生産に注力することを躊躇したのである。

また、地上侵攻の補助を第一義とする当時のドイツ空軍において、防空戦闘機的性格の強いジェット戦闘機はそれほど必要とされなかった。航空省の冷淡な反応にもかかわらず、ハインケル社は意欲的にHe280の開発を続けた。
BMW003エンジンの不調から1942年春になってもピストンエンジンによる飛行しかできなかったMe262を尻目に、He280はさらに6機の試作機を受注することに成功する。

それでも航空省は前輪式降着装置への不信感を理由にHe280の採用を渋ったため、ハインケル社は1942年にFw190Aとの模擬空戦を実施する。機動性には劣るものの圧倒的な速度差により圧勝したHe280を見て、航空省はついに先行量産型・He280A-0の受注に成功した。
そして1942年6月には、推力不足のHeS8Aエンジンをようやく完成したユモ004に切り替えた。ユモ004を装備したHe280V2は、機体重量こそ増加したものの、最高速度は790km/hに向上した。ハインケル社はユモ004を装備した戦闘爆撃型He280Bを提案し、300機の量産契約を勝ち取ることに成功する。

だがHe280がMe262に機体性能で劣ることが判明すると、航空省は一転してHe280Bの量産発注を取り消し、以後の開発契約を認めないと通達した。
なお、機体のスタイル自体はレシプロ機と代わり映えしない平凡な設計となっていたが、圧搾空気による史上初の射出座席や、以降のジェット機のスタンダードとなる前輪式降着装置を試作1号機の時点ですでに備えていたなど、コンポーネント構成の面ではMe 262を圧倒しており、後の時代を先取りする機構を採用していたことは特筆に価する。

## スペック
- 乗員：1 名
- 全長：10.40 m
- 全幅：12.20 m
- 全高：3.06 m
- 翼面積：21.50 m2
- 自重：3,055 kg
- 最大重量：4,300 kg
- 動力
  - ユンカース Jumo 004B-1 軸流式ターボジェットエンジン ×2 (He280 V2, V6)
  - ハインケル-ヒルス HeS109-001(HeS8A) 遠心式ターボジェットエンジン ×2 (He280 V1, V3, V5)
  - BMW 003 軸流式ターボジェットエンジン ×2 (He280 V4)
- 推進力：750 kg × 2 (ユモ004)
- 最高速度：790 km/h
- 航続距離：620 km
- 上昇限度：11,400 m
- 武装：20mm MG151/20 機関砲×3

He 280の三面図

## 試作機
He 280 V1
- コードネーム「DL+AS」
- 1940-09-22: 初飛行。
- 1942-01-13: パルスジェット・エンジンの試験中に氷結のため飛行不能に陥り墜落。パイロットは無事脱出した。

He 280 V2
- コードネーム「GJ+CA」。
- 1941-03-30: 初飛行。
- 1943-06-26: エンジントラブルにより墜落。

He 280 V3
- コードネーム「GJ+CB」。
- 1942-07-05: 初飛行。

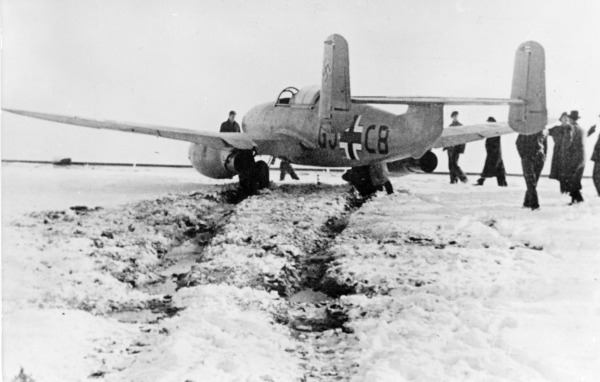
He280 V3

- 1945-05: オーストリアのウィーン国際空港のハインケル・スード工場にて捕獲される。

He 280 V4
- コードネーム「GJ+CC」。
- 1943-08-31: 初飛行。
- 1944-10:オーストリアのヘルシングで抹消。

He 280 V5
- コードネーム「GJ+CD」。
- 1943-07-26: 初飛行。
- HeS001を搭載。

He 280 V6
- コードネーム「NU+EA」。
- 1943-07-26: 初飛行。
- ユンカース・ユモ109-004Aエンジンを搭載。

He 280 V7

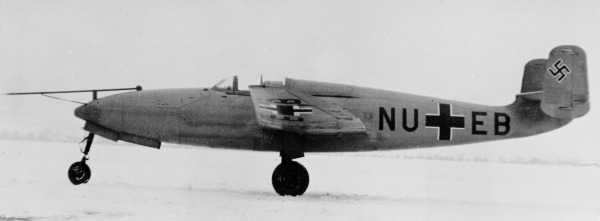
He280 V7

- コードネーム「NU+EB」「D-IEXM」。
- 1943-04-19: 初飛行。
- 合計115回の牽引飛行。ハインケル・ハース 109-001エンジンを搭載したがエンジントラブルで滑空飛行で戻った。

He 280 V8
- コードネーム「NU+EC」。
- 1943-07-19: 初飛行。

He 280 V9
- コードネーム「NU+ED」。
- 1943-08-31: 初飛行。

## 参照
- 第二次世界大戦中の航空機一覧（英語版）
- ドイツの軍用機一覧（英語版）
- 第二次世界大戦中のジェット機一覧（英語版）